# 林夏薇
林夏薇（英語：Rosina Lam，1987年6月30日—），女性，香港演員以及生意人，目前為無綫電視部頭合約藝員兼邵氏兄弟旗下藝人；結婚後重心轉向家庭。2022年1月2日，憑藉《七公主》裡面的「顧語嫣」一角獲得《萬千星輝頒獎典禮2021》最佳女主角獎，加冕視后。藝人林峯是她的堂哥。

## 個人經歷

### 早年生活
林夏薇出生於福建廈門，4歲時隨父母移民香港，5年後回流廈門。身為家中獨女的她，早年就讀福建省廈門雙十中學，16歲時參加明日之星大賽得到冠軍，發現原來自己喜歡演戲，因此2004年投考中央戲劇學院，從8000人中脫穎而出；与陈晓、毛晓彤、张佳宁、张倬闻、林鹏是同班同学。她於2009年畢業於中央戲劇學院表演系，在校期間更多次獲得一等獎學金，其後加入香港話劇團成為全職演員。
林夏薇的祖父林夢飛是出身自黄埔軍校第5期的學生，曾參加過第二次世界大戰和國共內戰，獲國民政府授予少將軍銜，晚年棄政從商；堂哥為香港藝人林峯。

### 演藝發展
林夏薇於2011年加入無綫電視，並簽約成為旗下經理人合約藝員，首部電視劇為《結‧分@謊情式》。但由於觀眾當時對林夏薇印象只有「林峯堂妹」，故此未有留意其表現及演技。2014年，她憑無綫電視劇集《單戀雙城》獨唱的國語主題曲《很想討厭你》獲得《星和無綫電視大獎2014》「我最愛TVB電視劇主題曲」及《新城國語力頒獎禮2014》「新城國語力新媒體歌曲」。
2015年3月，林夏薇參演無綫電視劇集《衝線》，獲得《星和無綫電視大獎2015》「我最愛TVB女配角」獎。她亦憑著《衝線》、《天眼》及《收規華》在《萬千星輝頒獎典禮2015》中再次獲提名「飛躍進步女藝員」。2016年3月，她參演無綫電視劇集《公公出宮》，蟬聯《星和無綫電視大獎2016》「我最愛TVB女配角」。
2018年6月，林夏薇約滿無綫電視，之後將重心放在家庭上；並於2019年6月簽約邵氏兄弟。2019年7月，她於無綫電視時裝懸疑劇《十二傳說》中飾演民族學教授「潘朵拉（Dr. Poon）」，同年客串無綫電視奇幻劇《金宵大廈》，再度飾演「潘朵拉」一角。
2021年5月，她在無綫電視時裝警匪劇《逆天奇案》飾演警長「馬穎思（Wing）」，同年8月於無綫電視劇集《七公主》飾演「顧語嫣（Grace）」一角，演出獲觀眾稱讚是眾主角當中最自然，憑此劇在《萬千星輝頒獎典禮2021》奪得「最佳女主角」獎，成為視后，另外亦憑《逆天奇案》在「最受歡迎電視女角色」及「馬來西亞最喜愛TVB女主角」均入圍最後五強。
2023年4月，林夏薇於無綫電視時裝律政劇《法言人》飾演律師「田佑家」一角，代表香港奪得多項國際性女演員獎項，包括《亞洲影藝創意大獎（香港）》「最佳劇集女主角」獎及《The 9th Asian World Film Festival 2023》「年度亞洲女性影視大獎」。8月，林夏薇於無綫電視時裝愛情喜劇《寵愛Pet Pet》「金惠婷」一角，演技獲網民讚賞，年尾憑此劇入圍《萬千星輝頒獎典禮2023》「最佳女主角」最後十強。
2024年，林夏薇在無綫電視時裝警匪劇《逆天奇案2》中再次飾演警長「馬穎思（Wing）」，演技再次獲肯定。10月，林夏薇首次參與無綫電視台慶劇《黑色月光》飾演「卓慧雲（Vivian）」，亦是其從視生涯首次挑戰反派角色。劇集播出後，林夏薇演技備受肯定，獲網民票選為「民選視后」，並於《萬千星輝頒獎典禮2024》入圍「最佳女主角」及「大灣區最喜愛TVB女主角」兩大獎項的最後五強。

### 發展飲食及藝術生意
林夏薇自2015年開始學習投資和與功夫集團合作經營飲食生意，同年7月在北角開設首間食店「金功夫點心火鍋」，11月再於屯門開辦第二間店舖「金功夫點心小廚」。2016年7月及2019年11月，她分別在香港仔、太平山設立「功夫點心」和「金玡居」，分店至2021年為止已遍布香港、九龍、新界多個地區，數目超過15間。2021年5月，她跟丈夫及另一夥伴合作引入多用途潮流藝術精品，發展藝術展覽生意。

## 感情生活
2015年7月25日，林夏薇低调與年長16年的金融才俊莫贊生（Jason）結婚，並於太平山頂豪宅設宴，圈中的好友也不知其结婚消息。2018年7月，她為了調理身體生育而宣布離開無綫，以一年的休息期學習兼顧家庭和事業。現以部頭合約形式拍攝戲劇。

## 演出作品

### 電視劇
| 首播          | 劇名         | 角色                             |
| 無綫電視      |              |                                  |
| 2011 - 2012年 | 結‧分@謊情式 | 孫寧安（June）                   |
| 2012 - 2013年 | 幸福摩天輪   | 丁芃芝（Vincci）                 |
| 2013年        | 初五啟市錄   | 唐雅文                           |
| 2014年        | 單戀雙城     | 程展禛                           |
| 2014年        | 寒山潛龍     | 楊卯                             |
| 2015年        | 衝線         | 寧希（Hillary）                  |
| 2015年        | 天眼         | 黃雅晴（Scarlett）               |
| 2015年        | 收規華       | 花影月                           |
| 2016年        | 公公出宮     | 金帶男                           |
| 2017年        | 乘勝狙擊     | 何正花（Win姐）                  |
| 2018年        | 逆緣         | 庄司晨（Aki）                    |
| 2019年        | 十二傳說     | 潘朵拉（LaLa、Dr. Poon）／易錦賢 |
| 2019年        | 金宵大廈     | 潘朵拉（特別演出第17集）         |
| 2021年        | 逆天奇案     | 馬穎思（Wing）                   |
| 2021年        | 七公主       | 顧語嫣（Grace）                  |
| 2023年        | 法言人       | 田佑家                           |
| 2023年        | 寵愛Pet Pet  | 金惠婷（Paula）                  |
| 2024年        | 逆天奇案2    | 馬穎思（Wing）                   |
| 2024年        | 黑色月光     | 卓慧雲（Vivian）                 |
| 邵氏兄弟      |              |                                  |
| 2023年        | 廉政狙擊     | 周佩安（Ann）                    |
| 中国大陆      |              |                                  |
| 2010年        | 手机         | 售貨員                           |
| 2010年        | 姐妹新娘     | 尹圣美                           |
| 2011年        | 梨花泪       | 冯芝兰                           |
| 待播          | 大生意人     | 慈禧                             |

### 電視電影（無綫電視）
| 首映 | 電影名   | 角色   |
| 2024 | 尋夢琴澳 | 方思思 |

### 電影
| 首映   | 電影名         | 角色       |
| 2010年 | 天堂與地獄     | 眉眉       |
| 2010年 | 我們畢業的夏天 | 孫錦       |
| 2010年 | 彩虹的颜色     | 李青青     |
| 2011年 | 勁抽福祿壽     | 香港買樓客 |

### 舞台劇
| 首演       | 劇名             | 角色           |
| 國家大剧院 |                  |                |
| 2008年     | 被缚的普罗米修斯 | 海的女儿       |
| 2010年     | 日出             |                |
| 2010年     | 性情男女         |                |
| 2010年     | 天边外           |                |
| 2013年     | 梁山伯与祝英台   | 兰心           |
| 香港话剧團 |                  |                |
| 2010年     | 2029追杀1989     | 龚翘           |
| 2010年     | 魔鬼契约         | 七宗罪之淫欲   |
| 2011年     | 中国皇后号       | 潘紫莲         |
| 2011年     | 遍地芳菲         | 罗谏           |
| 2011年     | 志辉与思兰风不息 | 小思兰与说书人 |
| 2011年     | 弥留之际         | 郑秀           |

### 配音
| 年代   | 片名             | 角色                 |
| 2016年 | 西遊記之大聖歸來 | 聲演江流兒（粵語版） |

## 音樂作品

### 歌曲
| 年份   | 歌名                | 備註                               |
| 2014年 | 很想讨厌你          | 《單戀雙城》主题曲                 |
| 2014年 | We Are The Only One | 「TVB 2014年FIFA WORLD CUP」主题曲 |
| 2016年 | 是否再見            | 《西遊記之大聖歸來》粵語版主题曲   |
| 2021年 | 因為有你            | 《寵愛Pet Pet》插曲                |
| 2022年 | 獅子山下同心抗疫    | 與群星合唱                         |
| 2024年 | 當我遇到            | 《尋夢琴澳》插曲 與陳展鵬合唱      |

## 曾獲獎項及提名

### 萬千星輝頒獎典禮
| 年份   | 獎項                    | 劇集 / 作品                      | 角色   | 結果                                           |
| 2014年 | 飛躍進步女藝員          | 《單戀雙城》                     | 程展禛 | 提名                                           |
| 2014年 | 飛躍進步女藝員          | 《寒山潛龍》                     | 楊卯   | 提名                                           |
| 2014年 | 最佳女主角              | 《寒山潛龍》                     | 楊卯   | 提名                                           |
| 2014年 | 最佳女配角              | 《單戀雙城》                     | 程展禛 | 提名                                           |
| 2014年 | 最受歡迎劇集歌曲        | 很想討厭你（《單戀雙城》主題曲） | 不適用 | 提名                                           |
| 2015年 | 飛躍進步女藝員          | 《衝線》                         | 寧希   | 提名                                           |
| 2015年 | 飛躍進步女藝員          | 《天眼》                         | 黃雅晴 | 提名                                           |
| 2015年 | 飛躍進步女藝員          | 《收規華》                       | 花影月 | 提名                                           |
| 2015年 | 最佳女主角              | 《收規華》                       | 花影月 | 提名                                           |
| 2015年 | 最受歡迎電視女角色      | 《收規華》                       | 花影月 | 提名                                           |
| 2015年 | 內地最受歡迎TVB劇女藝人 | 不適用                           | 不適用 | 提名                                           |
| 2016年 | 最佳女配角              | 《公公出宮》                     | 金帶男 | 提名                                           |
| 2016年 | 最受歡迎電視女角色      | 《公公出宮》                     | 金帶男 | 提名                                           |
| 2017年 | 最佳女主角              | 《乘勝狙擊》                     | 何正花 | 提名                                           |
| 2018年 | 最佳女主角              | 《逆緣》                         | 莊司晨 | 提名                                           |
| 2018年 | 最受歡迎電視女角色      | 《逆緣》                         | 莊司晨 | 提名                                           |
| 2019年 | 最受歡迎電視女角色      | 《十二傳說》                     | 潘朵拉 | 提名                                           |
| 2019年 | 最佳女主角              | 《十二傳說》                     | 潘朵拉 | 提名                                           |
| 2021年 | 最佳女主角              | 《逆天奇案》                     | 馬穎思 | 提名                                           |
| 2021年 | 最佳女主角              | 《七公主》                       | 顧語嫣 | 獲獎                                           |
| 2021年 | 最受歡迎電視女角色      | 《逆天奇案》                     | 馬穎思 | 最後五強                                       |
| 2021年 | 最受歡迎電視女角色      | 《七公主》                       | 顧語嫣 | 提名                                           |
| 2021年 | 最受歡迎電視拍檔        | 《七公主》                       | 不適用 | 與黃翠如、高海寧、江嘉敏、陳瀅、鄺潔楹共同提名 |
| 2021年 | 最受歡迎電視拍檔        | 《逆天奇案》                     | 不適用 | 與陳展鵬入圍最後十強                           |
| 2021年 | 馬來西亞最喜愛TVB女主角 | 《逆天奇案》                     | 馬穎思 | 最後五強                                       |
| 2021年 | 馬來西亞最喜愛TVB女主角 | 《七公主》                       | 顧語嫣 | 提名                                           |
| 2023年 | 最佳女主角              | 《法言人》                       | 田佑家 | 提名                                           |
| 2023年 | 最佳女主角              | 《寵愛Pet Pet》                  | 金惠婷 | 最後十強                                       |
| 2023年 | 大灣區最喜愛TVB女主角   | 《法言人》                       | 田佑家 | 提名                                           |
| 2023年 | 馬來西亞最喜愛TVB女主角 | 《法言人》                       | 田佑家 | 提名                                           |
| 2023年 | 馬來西亞最喜愛TVB女主角 | 《寵愛Pet Pet》                  | 金惠婷 | 提名                                           |
| 2024年 | 最佳女主角              | 《逆天奇案2》                    | 馬穎思 | 提名                                           |
| 2024年 | 最佳女主角              | 《黑色月光》                     | 卓慧雲 | 最後五強                                       |
| 2024年 | 大灣區最喜愛TVB女主角   | 《黑色月光》                     | 卓慧雲 | 最後五強                                       |
| 2024年 | 馬來西亞最喜愛TVB女主角 | 《黑色月光》                     | 卓慧雲 | 提名                                           |

### TVB 馬來西亞星光薈萃頒獎典禮
| 年份   | 獎項                        | 劇集 / 作品                      | 角色   | 結果 |
| 2014年 | 最喜愛TVB飛躍進步女藝員     | 《單戀雙城》                     | 程展禛 | 提名 |
| 2014年 | 最喜愛TVB飛躍進步女藝員     | 《寒山潛龍》                     | 楊卯   | 提名 |
| 2014年 | 最喜愛TVB女主角             | 《寒山潛龍》                     | 楊卯   | 提名 |
| 2014年 | 最喜愛TVB女配角             | 《單戀雙城》                     | 程展禛 | 提名 |
| 2014年 | 最喜愛TVB電視角色（十六位） | 《單戀雙城》                     | 程展禛 | 提名 |
| 2014年 | 最喜愛TVB劇集歌曲           | 很想討厭你（《單戀雙城》主題曲） | 不適用 | 提名 |
| 2015年 | 最喜愛TVB女主角             | 《收規華》                       | 花影月 | 提名 |
| 2015年 | 最喜愛TVB電視角色（十六位） | 《收規華》                       | 花影月 | 獲獎 |
| 2016年 | 最喜愛TVB女配角             | 《公公出宮》                     | 金帶男 | 提名 |
| 2016年 | 最喜愛TVB電視角色（十六位） | 《公公出宮》                     | 金帶男 | 提名 |
| 2017年 | 最喜愛TVB女主角             | 《乘勝狙擊》                     | 何正花 | 提名 |
| 2017年 | 最喜愛TVB電視角色           | 《乘勝狙擊》                     | 何正花 | 提名 |

### 星和無綫電視大獎
| 年份   | 獎項                           | 劇集 / 作品                | 角色   | 結果 |
| 2014年 | 我最愛TVB女配角                | 《單戀雙城》               | 程展禛 | 提名 |
| 2014年 | 我最愛TVB電視主題曲            | 很想討厭你（《單戀雙城》） | 不適用 | 獲獎 |
| 2015年 | 我最愛TVB女配角                | 《衝線》                   | 寧希   | 獲獎 |
| 2015年 | 我最愛TVB電視女角色            | 《衝線》                   | 寧希   | 提名 |
| 2015年 | TOKYO BUST EXPRESS性感魅力大獎 | 不適用                     | 不適用 | 提名 |
| 2016年 | 我最愛TVB女配角                | 《公公出宮》               | 金帶男 | 獲獎 |
| 2016年 | 我最愛TVB電視女角色            | 《公公出宮》               | 金帶男 | 提名 |
| 2016年 | BOTTOSLIM完美曲線大獎          | 不適用                     | 不適用 | 獲獎 |
| 2017年 | 我最愛TVB女主角                | 《乘勝狙擊》               | 何正花 | 提名 |
| 2017年 | 我最愛TVB電視女角色            | 《乘勝狙擊》               | 何正花 | 提名 |

### 其他獎項
| 年份   | 頒獎典禮                               | 獎項                       | 作品                             | 結果 |
| 2014年 | 新城國語力頒獎禮2014                   | 新城國語力新媒體歌曲       | 很想討厭你（《單戀雙城》主題曲） | 獲獎 |
| 2023年 | 亞洲影藝創意大獎                       | 香港地區最佳女主角         | 不適用                           | 獲獎 |
| 2023年 | The 9th Asian World Film Festival 2023 | 年度亞洲女性影視人大獎     | 不適用                           | 獲獎 |
| 2025年 | 福布斯中國新銳創新創業者論壇暨頒獎盛典 | 深度科技組別新銳創新創業者 | 不適用                           | 獲獎 |

## 外部連結
- 林夏薇的Facebook專頁（繁體中文）
- 林夏薇的新浪微博（繁體中文）
- 林夏薇的Instagram帳戶
- 林夏薇的小紅書帳戶
- 林夏薇在香港影庫上的簡介